# Cyrtocarpa kruseana
Cyrtocarpa kruseana là một loài thực vật có hoa trong họ Đào lộn hột. Loài này được R.M.Fonseca mô tả khoa học đầu tiên năm 2005.